# Dai Ichi Ginkō

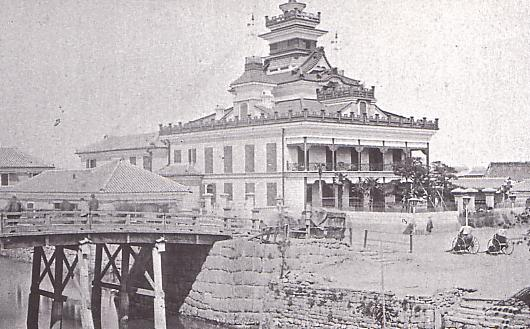
La sede della Dai-ichi Kokuritsu Ginko

La Dai-ichi Ginkō (株式会社第一銀行?, Kabushiki-gaisha Dai-ichi Ginkō, "Prima Banca s.p.a.") è stata una delle maggiori banche giapponesi.

## Storia

### Dai-ichi Kokuritsu Ginkō
La  Dai-ichi Kokuritsu Ginkō (株式会社第一国立銀行?, Kabushiki-gaisha Dai'ichi Kokuritsu Ginkō, "Prima Banca Nazionale s.p.a.), fu la prima banca giapponese in forma di società per azioni. Fu fondata dall'industriale Shibusawa Eiichi nel 1873 ed era inizialmente una banca di emissione, compito svolto fino alla fondazione della Banca del Giappone nel 1883. Da tale data divenne una banca di credito ordinario con sede a Tokyo.
Nel 1884 la Dai-ichi si accordò con la dinastia Joseon, che regnava sulla Corea, per concedere in monopolio alla filiale coreana della Banca la riscossione dei dazi del Regno di Corea. Negli anni successivi la Dai-ichi iniziò anche a emettere banconote per la Corea e divenne di fatto la banca centrale della Penisola. Tuttavia, dopo il Trattato dell'Eulsa, che pose la Corea sotto il protettorato giapponese, la Dai-ichi perse i suoi privilegi in Corea, e tornò ad essere una banca ordinaria.

### Teikoku Ginkō

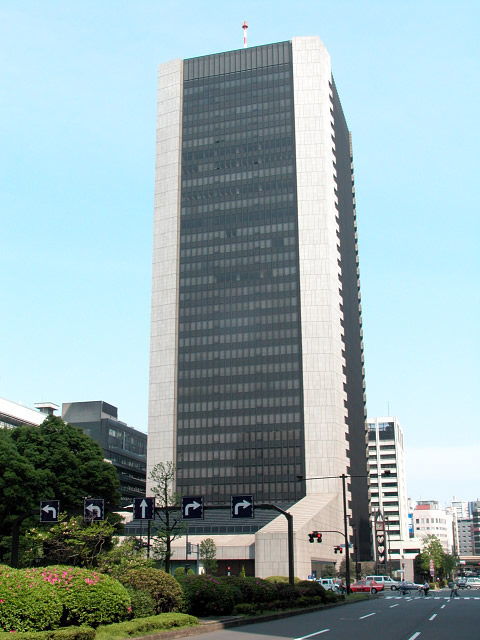
la sede della Dai-ichi Kangyō Ginkō, a Tokyo, ora sede della Mizuho Ginkō

Nel 1943 la Dai-ichi si fuse con la Mitsui Ginkō per dare vita alla Teikoku Ginkō ("Banca Imperiale"). Quando nacque la Teikoku Ginkō era la più grande banca del Giappone in termini di immobilizzazioni finanziarie. La Banca, tuttavia, non poté espandersi a causa della seconda Guerra mondiale. Inoltre, gli ex-dipendenti della Dai-ichi e quelli della Mitsui non riuscivano a collaborare a causa delle diverse culture aziendali delle due banche.

### Dai-Ichi Ginkō
I risultati economici peggiorarono e nel 1948 la Teikoku Ginkō fu suddivisa in due banche, la nuova Dai-ichi Ginkō e la Teikoku, che tornò a chiamarsi Mitsui Ginkō.

### Dai-ichi Kangyo Ginkō
Nel 1971 la Dai-ichi si fuse con la Nippon Kangyō Ginkō per costituire la Dai-ichi Kangyō Ginkō (株式会社第一勧業銀行?, Kabushiki-gaisha Dai-ichi Kangyō Ginkō). La nuova banca superò in dimensioni la Fuji Ginkō che era stata per lungo tempo la più grande banca giapponese. La Dai-ichi Kangyō divenne la prima banca giapponese per raccolta e diede vita all'omonimo keiretsu, il più grande del Giappone per numero di imprese.
Durante la bolla speculativa giapponese degli ultimi anni Ottanta la Dai-Ichi Kangyō, come altre banche giapponesi, concesse prestiti sempre più rischiosi. La Dai-Ichi Kangyo finanziò addirittura la Yakuza, la cosiddetta "mafia giapponese", per 30 miliardi di yen.
Dopo lo scoppio della bolla, nel 1997, il pubblico ministero indagò sui crediti alla Yakuza e ciò portò alla condanna da parte dell'opinione pubblica. Il presidente Kuniji Miyazaki si suicidò.
Nel 2000 la Dai-Ichi Kangyō Ginkō si è fusa con la Fuji Ginkō e la Industrial Bank of Japan, dando vita al Mizuho Financial Group.